# Lorem ipsum

Exemple d'utilisation de lorem ipsum afin d'attirer l'attention sur la mise en page plutôt que sur le contenu.

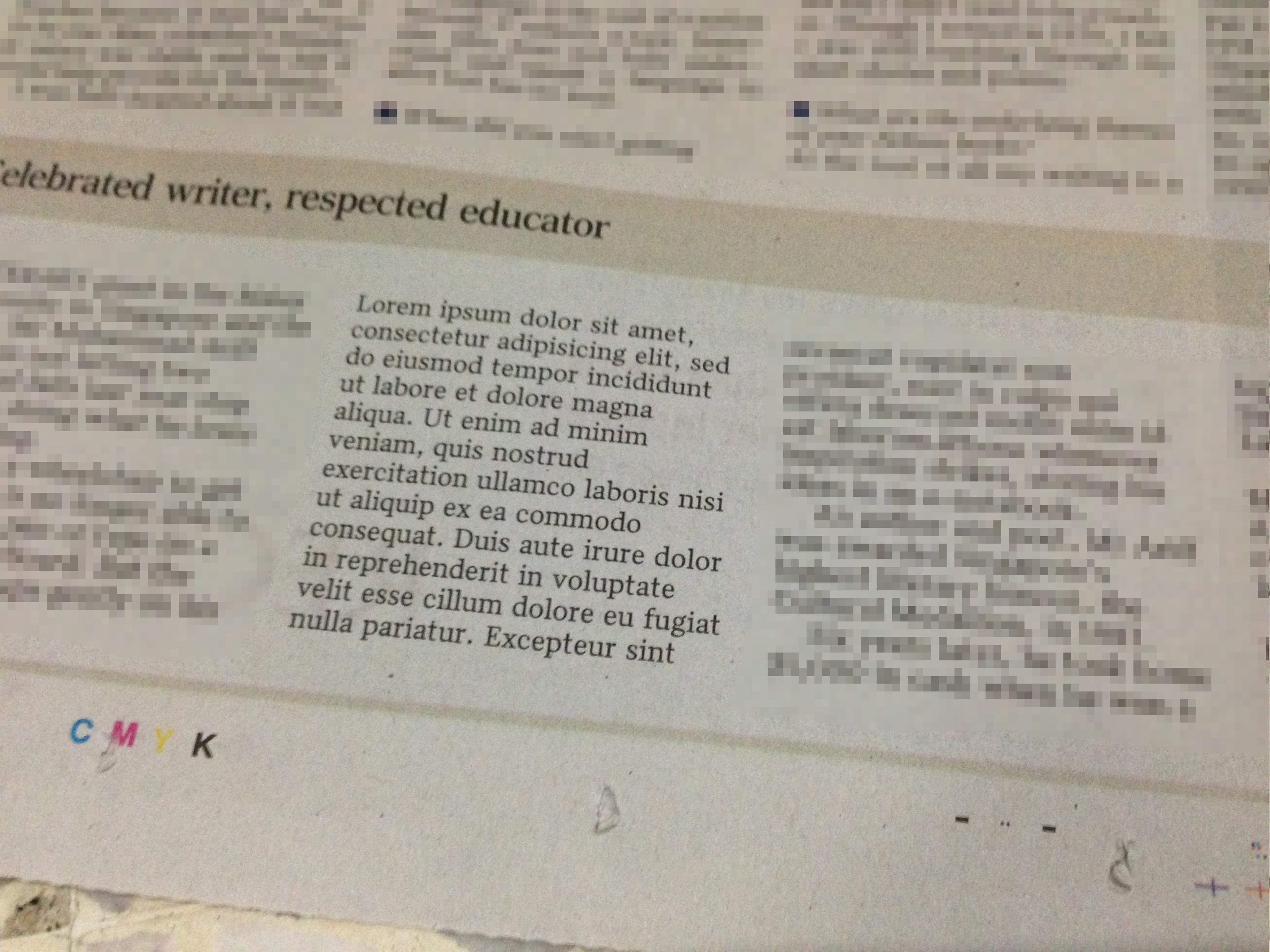
Un inconvénient du lorem ipsum est le risque de l'oublier dans le rendu final, comme ici dans un article paru en 2014 dans le quotidien singapourien The Straits Times.

Le lorem ipsum (également appelé faux-texte, lipsum, ou bolo bolo) est, en imprimerie, une suite de mots sans signification utilisée à titre provisoire pour calibrer une mise en page, le texte définitif venant remplacer le faux-texte dès qu'il est prêt ou que la mise en page est achevée.
Généralement, on utilise un texte en faux latin (le texte ne veut rien dire, il a été modifié), le Lorem ipsum ou Lipsum. L'avantage du latin est que l'opérateur sait au premier coup d'œil que la page contenant ces lignes n'est pas valide et que l'attention du lecteur n'est pas dérangée par le contenu, lui permettant de demeurer concentré sur le seul aspect graphique.

## Histoire
Il circule des centaines de versions différentes du lorem ipsum, mais ce texte aurait originellement été tiré de l'ouvrage écrit par Cicéron en 45 av. J.-C., De finibus bonorum et malorum (Liber Primus, 32), texte populaire à cette époque, dont l'une des premières phrases est : « Neque porro quisquam est qui dolorem ipsum quia dolor sit amet, consectetur, adipisci velit… » (« Il n'existe personne qui aime la souffrance pour elle-même, ni qui la recherche ni qui la veuille pour ce qu'elle est… »).
Le Lorem ipsum apparaît sur les publicités de Letraset depuis plusieurs décennies. Il semblerait que ce texte ait été utilisé en imprimerie avant Letraset, mais aucune preuve concrète n'a pu être mise au jour,.

## Texte duLorem ipsum

### Version populaire
« Lorem ipsum dolor sit amet, consectetur adipiscing elit. Sed non risus. Suspendisse lectus tortor, dignissim sit amet, adipiscing nec, ultricies sed, dolor. Cras elementum ultrices diam. Maecenas ligula massa, varius a, semper congue, euismod non, mi. Proin porttitor, orci nec nonummy molestie, enim est eleifend mi, non fermentum diam nisl sit amet erat. Duis semper. Duis arcu massa, scelerisque vitae, consequat in, pretium a, enim. Pellentesque congue. Ut in risus volutpat libero pharetra tempor. Cras vestibulum bibendum augue. Praesent egestas leo in pede. Praesent blandit odio eu enim. Pellentesque sed dui ut augue blandit sodales. Vestibulum ante ipsum primis in faucibus orci luctus et ultrices posuere cubilia Curae; Aliquam nibh. Mauris ac mauris sed pede pellentesque fermentum. Maecenas adipiscing ante non diam sodales hendrerit.

Ut velit mauris, egestas sed, gravida nec, ornare ut, mi. Aenean ut orci vel massa suscipit pulvinar. Nulla sollicitudin. Fusce varius, ligula non tempus aliquam, nunc turpis ullamcorper nibh, in tempus sapien eros vitae ligula. Pellentesque rhoncus nunc et augue. Integer id felis. Curabitur aliquet pellentesque diam. Integer quis metus vitae elit lobortis egestas. Lorem ipsum dolor sit amet, consectetuer adipiscing elit. Morbi vel erat non mauris convallis vehicula. Nulla et sapien. Integer tortor tellus, aliquam faucibus, convallis id, congue eu, quam. Mauris ullamcorper felis vitae erat. Proin feugiat, augue non elementum posuere, metus purus iaculis lectus, et tristique ligula justo vitae magna.

Aliquam convallis sollicitudin purus. Praesent aliquam, enim at fermentum mollis, ligula massa adipiscing nisl, ac euismod nibh nisl eu lectus. Fusce vulputate sem at sapien. Vivamus leo. Aliquam euismod libero eu enim. Nulla nec felis sed leo placerat imperdiet. Aenean suscipit nulla in justo. Suspendisse cursus rutrum augue. Nulla tincidunt tincidunt mi. Curabitur iaculis, lorem vel rhoncus faucibus, felis magna fermentum augue, et ultricies lacus lorem varius purus. Curabitur eu amet. »

### Version originale
Extrait de Cicéron, De finibus bonorum et malorum, 45 av. J.-C., livre I, X, § 32 et 33 (en gras, le lipsum habituellement utilisé) :
« [32] Sed ut perspiciatis, unde omnis iste natus error sit voluptatem accusantium doloremque laudantium, totam rem aperiam eaque ipsa, quae ab illo inventore veritatis et quasi architecto beatae vitae dicta sunt, explicabo. Nemo enim ipsam voluptatem, quia voluptas sit, aspernatur aut odit aut fugit, sed quia consequuntur magni dolores eos, qui ratione voluptatem sequi nesciunt, neque porro quisquam est, qui dolorem ipsum, quia dolor sit, amet, consectetur, adipisci velit, sed quia non numquam eius modi tempora incidunt, ut labore et dolore magnam aliquam quaerat voluptatem. Ut enim ad minima veniam, quis nostrum exercitationem ullam corporis suscipit laboriosam, nisi ut aliquid ex ea commodi consequatur? Quis autem vel eum iure reprehenderit, qui in ea voluptate velit esse, quam nihil molestiae consequatur, vel illum, qui dolorem eum fugiat, quo voluptas nulla pariatur? [33] At vero eos et accusamus et iusto odio dignissimos ducimus, qui blanditiis praesentium voluptatum deleniti atque corrupti, quos dolores et quas molestias excepturi sint, obcaecati cupiditate non provident, similique sunt in culpa, qui officia deserunt mollitia animi, id est laborum et dolorum fuga. Et harum quidem rerum facilis est et expedita distinctio. Nam libero tempore, cum soluta nobis est eligendi optio, cumque nihil impedit, quo minus id, quod maxime placeat, facere possimus, omnis voluptas assumenda est, omnis dolor repellendus. Temporibus autem quibusdam et aut officiis debitis aut rerum necessitatibus saepe eveniet, ut et voluptates repudiandae sint et molestiae non recusandae. Itaque earum rerum hic tenetur a sapiente delectus, ut aut reiciendis voluptatibus maiores alias consequatur aut perferendis doloribus asperiores repellat. »
Traduction :

« Pour vous faire mieux connaître d’où vient l’erreur de ceux qui blâment la volupté, et qui louent en quelque sorte la douleur, je vais entrer dans une explication plus étendue, et vous faire voir tout ce qui a été dit là-dessus par l’inventeur de la vérité, et, pour ainsi dire, par l’architecte de la vie heureuse.
Personne [dit Épicure] ne craint ni ne fuit la volupté en tant que volupté, mais en tant qu’elle attire de grandes douleurs à ceux qui ne savent pas en faire un usage modéré et raisonnable ; et personne n’aime ni ne recherche la douleur comme douleur, mais parce qu’il arrive quelquefois que, par le travail et par la peine, on parvienne à jouir d’une grande volupté. En effet, pour descendre jusqu’aux petites choses, qui de vous ne fait point quelque exercice pénible pour en retirer quelque sorte d’utilité ? Et qui pourrait justement blâmer, ou celui qui rechercherait une volupté qui ne pourrait être suivie de rien de fâcheux, ou celui qui éviterait une douleur dont il ne pourrait espérer aucun plaisir.
Au contraire, nous blâmons avec raison et nous croyons dignes de mépris et de haine ceux qui, se laissant corrompre par les attraits d’une volupté présente, ne prévoient pas à combien de maux et de chagrins une passion aveugle les peut exposer.
J’en dis autant de ceux qui, par mollesse d’esprit, c’est-à-dire par la crainte de la peine et de la douleur, manquent aux devoirs de la vie. Et il est très facile de rendre raison de ce que j’avance. Car, lorsque nous sommes tout à fait libres, et que rien ne nous empêche de faire ce qui peut nous donner le plus de plaisir, nous pouvons nous livrer entièrement à la volupté et chasser toute sorte de douleur ; mais, dans les temps destinés aux devoirs de la société ou à la nécessité des affaires, souvent il faut faire divorce avec la volupté, et ne se point refuser à la peine.
La règle que suit en cela un homme sage, c’est de renoncer à de légères voluptés pour en avoir de plus grandes, et de savoir supporter des douleurs légères pour en éviter de plus fâcheuses. »

## Avantages du faux-texte
Ce texte a pour avantage d'utiliser des mots de longueur variable, essayant de simuler une occupation normale. La méthode simpliste consistant à copier-coller un court texte plusieurs fois (« ceci est un faux-texte ceci est un faux-texte ceci est un faux-texte ceci est un faux-texte ceci est un faux-texte ») a l'inconvénient de ne pas permettre une juste appréciation typographique du résultat final.
D'un point de vue administratif, le faux latin traditionnel a l'avantage d'être neutre. Si chacun compose un texte de sa propre initiative à chaque fois qu'il doit tester une mise en page, il y a un risque de communiquer à des partenaires commerciaux ou des supérieurs hiérarchiques des textes inconvenants.
De plus, par rapport à du vrai texte de substitution, le faux-texte permet de s'apercevoir rapidement qu'il n'est pas définitif, et réduit ainsi le risque d'avoir un document imprimé alors que certains passages étaient encore à remplacer.

## Limites de l'utilisation du faux-texte
Expert en utilisabilité des sites web et des logiciels, Jakob Nielsen souligne que l'une des limites de l'utilisation du faux-texte dans la conception de site web est que ce texte n'étant jamais lu, il ne permet pas de vérifier sa lisibilité effective. La lecture à l'écran étant plus difficile, cet aspect est pourtant essentiel. Nielsen préconise donc l'utilisation de textes représentatifs plutôt que du lorem ipsum. On peut aussi faire remarquer que les formules conçues avec du faux-texte ont tendance à sous-estimer l'espace nécessaire à une titraille immédiatement intelligible, ce qui oblige les rédactions à formuler ensuite des titres simplificateurs, voire inexacts, pour ne pas dépasser l'espace imparti.
De plus, alors que l'anglais n'utilise que les lettres de base, d'autres langues à base d'alphabet latin utilisent des caractères supplémentaires — par exemple les lettres accentuées en français — qui n'existent pas en latin, et ne sont donc pas testées.
Contrairement à une idée répandue, le faux-texte ne donne même pas un aperçu réaliste du gris typographique, en particulier dans le cas des textes justifiés : en effet, les mots latins ou pseudo-latins employés dans le faux-texte ne faisant pas partie des dictionnaires des logiciels de publication assistée par ordinateur, les programmes de césure ne peuvent pas effectuer leur travail habituel sur de tels textes. Par conséquent, l'interlettrage du faux-texte sera toujours quelque peu supérieur à ce qu'il aurait été avec un texte réel, qui présentera donc un aspect plus sombre et moins lisible que le faux-texte avec lequel le graphiste a effectué ses essais. Un vrai texte pose aussi des problèmes de lisibilité spécifiques (noms propres, numéros de téléphone, retours à la ligne fréquents, composition des citations en italiques, intertitres de plus de deux lignes…) qu'on n'observe jamais dans le faux-texte.

## Applications logicielles

### Généralités
Dans le domaine informatique, l'éditeur de mise en page QuarkXPress propose une Xtension baptisée « Jabber » qui permet la génération de faux-texte calibré en latin, en anglais ou en français (les bases étant modifiables). Adobe InDesign et Scribus (libre et open source) en contiennent un en natif. Il existe également une extension d'OpenOffice (lorem ipsum generator) qui a cette fonction. De même, l'extension lipsum du système de composition de documents LaTeX offre cette fonctionnalité.
Certains CMS (extension « Content Fake Quickcontent » de Joomla!, plugin « lorem shortcode » de WordPress…), certains produits de développement de sites (extension « Dreamweaver Text » d'Adobe Dreamweaver), certains générateurs de templates comme Artisteer (en) proposent également cette fonctionnalité.
Les modèles de document livrés dans les logiciels d'iWork et dans iWeb d'Apple présentent ce faux-texte dans leurs paragraphes.
De nombreux sites web proposent également de générer instantanément du faux-texte — du plus sérieux au plus fantaisiste — selon des variables définies par le requérant.

### Word
Le logiciel de traitement de texte Microsoft Word (à partir de la version 97) contient un générateur de faux-texte intégré. Pour l'activer, il suffit de saisir la commande =rand() en début de paragraphe, puis d'appuyer sur la touche d'entrée. Apparaît aussitôt une série de (quasi)pangrammes : « Servez à ce monsieur une bière et des kiwis » (il manque le h et le y). Par défaut, le texte contient 3 paragraphes de 5 phrases chacun. Il est possible d'obtenir le nombre désiré de paragraphes et de phrases en insérant entre les parenthèses deux nombres séparés par une virgule. Ainsi, (10,5) correspond à 10 paragraphes de 5 phrases chacun. Ceci ne fonctionne que si la correction en cours de frappe est activée.
Avec la version 2007 et la version 2010 du logiciel, le texte généré par la commande =rand() est un extrait de l'aide comprenant 3 paragraphes de 3 phrases :

« Sous l'onglet Insertion, les galeries incluent des éléments conçus pour être coordonnés avec l'aspect général de votre document. Vous pouvez utiliser ces galeries pour insérer des tables, des en-têtes, des pieds de page, des listes, des pages de garde et tout autre bloc de construction d'un document. Lorsque vous créez des images, des graphiques ou des diagrammes, ils sont également coordonnés avec l'aspect de votre document actuel. »

« Vous pouvez facilement modifier la mise en forme du texte sélectionné dans le document en choisissant une apparence pour celui-ci dans la galerie Styles rapides sous l'onglet Écriture. Vous pouvez également mettre en forme le texte directement en utilisant les autres contrôles de l'onglet Écriture. La plupart des contrôles permettent d'utiliser le thème actuel ou de définir une mise en forme directement. »

« Pour modifier l'aspect général de votre document, choisissez les nouveaux éléments dans le groupe Thèmes sous l'onglet Mise en page. Pour modifier les choix de présentation disponibles dans la galerie de styles rapides, utilisez la commande de modification du style rapide actif. Les galeries Thèmes et Styles rapides fournissent des commandes de réinitialisation qui vous permettent de toujours rétablir l'aspect de votre document conformément à l'original contenu dans le modèle actif. »

Dans la version 2013 le faux-texte produit par défaut 5 paragraphes de 3 phrases :

« Les vidéos vous permettent de faire passer votre message de façon convaincante. Quand vous cliquez sur Vidéo en ligne, vous pouvez coller le code incorporé de la vidéo que vous souhaitez ajouter. Vous pouvez également taper un mot-clé pour rechercher en ligne la vidéo qui convient le mieux à votre document. »

« Pour donner un aspect professionnel à votre document, Word offre des conceptions d’en-tête, de pied de page, de page de garde et de zone de texte qui se complètent mutuellement. Vous pouvez par exemple ajouter une page de garde, un en-tête et une barre latérale identiques. Cliquez sur Insérer et sélectionnez les éléments de votre choix dans les différentes galeries. »

« Les thèmes et les styles vous permettent également de structurer votre document. Quand vous cliquez sur Création et sélectionnez un nouveau thème, les images, graphiques et SmartArt sont modifiés pour correspondre au nouveau thème choisi. Quand vous appliquez des styles, les titres changent pour refléter le nouveau thème. »

« Gagnez du temps dans Word grâce aux nouveaux boutons qui s'affichent quand vous en avez besoin. Si vous souhaitez modifier la façon dont une image s’ajuste à votre document, cliquez sur celle-ci pour qu’un bouton d’options de disposition apparaisse en regard de celle-ci. Quand vous travaillez sur un tableau, cliquez à l’emplacement où vous souhaitez ajouter une ligne ou une colonne, puis cliquez sur le signe plus. »

« La lecture est également simplifiée grâce au nouveau mode Lecture. Vous pouvez réduire certaines parties du document et vous concentrer sur le texte désiré. Si vous devez stopper la lecture avant d’atteindre la fin de votre document, Word garde en mémoire l’endroit où vous avez arrêté la lecture, même sur un autre appareil. »

L'utilisation d'un vrai texte offre l'avantage de pouvoir tester la lisibilité et permet aussi de calculer le nombre de mots ou de caractères qu'un contributeur à un article doit produire pour respecter les normes imparties pour la création d'une page harmonieuse. On peut également insérer le texte Lorem ipsum en saisissant en début de paragraphe la commande =lorem() qui va générer trois paragraphes de pseudo-latin. Ce code est paramétrable de la même manière : =lorem(4,5) pour 4 paragraphes de 5 phrases.

### LibreOffice
Avec LibreOffice Writer, le texte lorem suivi de la touche F3 produit trois paragraphes de Lorem ipsum.